# Verkiezingen in Noorwegen

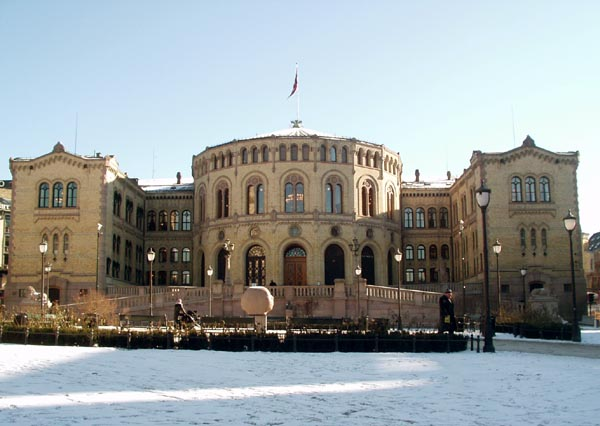
Het Noorse parlement: het Storting

Noorwegen kent een stelsel waarbij evenredige vertegenwoordiging gecombineerd wordt met een districtenstelsel. Iedere fylke ('provincie') vormt een kiesdistrict met meerdere zetels. Daarnaast worden een aantal extra zetels toegekend op basis van het totaal percentage dat een partij landelijk heeft gehaald aan partijen die relatief te weinig zetels hebben gehaald in de districten. Bij de laatste verkiezingen, september 2005, werden 150 zetels direct in de provincies gekozen en 19 werden toegekend op basis van het landelijke percentage.

## Wettelijke regeling
De wijze waarop het parlement Storting en de provinciale en gemeentebesturen worden verkozen is geregeld in de Grondwet (Kongerikets Norges Grundlov) en in de op de grondwet gebaseerde kieswet (Valgloven).
In de grondwet is geregeld dat er een kiesdrempel bestaat van 4% van het totaal uitgebrachte stemmen. De kiesdrempel heeft alleen betekenis voor de verdeling van de extra zetels (Utjevningsmandater)
In de grondwet is ook vastgelegd dat er iedere vier jaar, op een maandag in september, verkiezingen zijn. Het is in Noorwegen daarom niet mogelijk om vervroegde verkiezingen te houden.

## Verdeling over de provincies
De verdeling van de zetels over de provincies is niet geheel evenredig met de bevolking van de provincies. In de Grondwet is een formule opgenomen waarbij het aantal inwoners wordt vermenigvuldigd met de oppervlakte van een provincie. Een aantal provincies, met name de drie noordelijke provincies, zijn daardoor relatief oververtegenwoordigd. Tot de verkiezingen van 2013 was de verdeling zoals in de tabel. De aanpassingen in 2013 worden apart vermeld
| Provincie        | Inwoners (2005) | Provinciale Zetels | Landelijke Zetels | Zetels tot 2013 | Zetels in 2013 |
| ---------------- | --------------- | ------------------ | ----------------- | --------------- | -------------- |
| Finnmark         | 73.074          | 4                  | 1                 | 5               | 5              |
| Troms            | 152.741         | 6                  | 1                 | 7               | 6              |
| Nordland         | 237.057         | 9                  | 1                 | 10              | 9              |
| Nord-Trøndelag   | 128.444         | 5                  | 1                 | 6               | 5              |
| Sør-Trøndelag    | 272.567         | 9                  | 1                 | 10              | 10             |
| Møre og Romsdal  | 244.689         | 8                  | 1                 | 9               | 9              |
| Sogn og Fjordane | 107.032         | 4                  | 1                 | 5               | 4              |
| Hordaland        | 448.343         | 14                 | 1                 | 15              | 16             |
| Rogaland         | 393.104         | 12                 | 1                 | 13              | 14             |
| Vest-Agder       | 161.276         | 5                  | 1                 | 6               | 6              |
| Aust-Agder       | 103.596         | 3                  | 1                 | 4               | 4              |
| Telemark         | 166.289         | 5                  | 1                 | 6               | 6              |
| Vestfold         | 220.736         | 6                  | 1                 | 7               | 7              |
| Buskerud         | 243.491         | 8                  | 1                 | 9               | 9              |
| Oppland          | 183.174         | 6                  | 1                 | 7               | 7              |
| Hedmark          | 188.376         | 7                  | 1                 | 8               | 7              |
| Oslo             | 529.846         | 16                 | 1                 | 17              | 19             |
| Akershus         | 494.218         | 15                 | 1                 | 16              | 17             |
| Østfold          | 258.542         | 8                  | 1                 | 9               | 9              |

## Verkiezingsuitslagen
De Noorse parlementsverkiezingen leverden sinds 2001 de volgende stemmenpercentages en zetelverdelingen op:
| Partij                                                     | Uitslag 2001 (%) | Uitslag 2005 (%) | Uitslag 2009 (%) | Uitslag 2013 (%) | Uitslag 2017 (%) | Uitslag 2021 (%) | Zetels 2001 | Zetels 2005 | Zetels 2009 | Zetels 2013 | Zetels 2017 | Zetels 2021 |
| ---------------------------------------------------------- | ---------------- | ---------------- | ---------------- | ---------------- | ---------------- | ---------------- | ----------- | ----------- | ----------- | ----------- | ----------- | ----------- |
| Det Norske Arbeiderpartiet (Arbeiderspartij van Noorwegen) | 24,3             | 32,7             | 35,4             | 30,8             | 27,4             | 26,3             | 43          | 61          | 64          | 55          | 49          | 48          |
| Fremskrittspartiet (Vooruitgangspartij)                    | 14,6             | 22,1             | 22,9             | 16,3             | 15,2             | 11,6             | 26          | 38          | 41          | 29          | 27          | 21          |
| Høyre (Rechts, conservatieve partij)                       | 21,3             | 14,1             | 17,2             | 26,8             | 25,0             | 20,4             | 38          | 23          | 30          | 48          | 45          | 36          |
| Sosialistisk Venstreparti (Socialistisch Linkse Partij)    | 12,7             | 8,8              | 6,1              | 4,1              | 6,0              | 7,6              | 23          | 15          | 11          | 7           | 11          | 13          |
| Kristelig Folkeparti (Christelijke Volkspartij)            | 12,4             | 6,8              | 5,6              | 5,6              | 4,2              | 3,8              | 22          | 11          | 10          | 10          | 8           | 3           |
| Senterpartiet (Centrumpartij)                              | 5,6              | 6,5              | 6,2              | 5,5              | 10,3             | 13,5             | 10          | 11          | 11          | 10          | 19          | 28          |
| Venstre (Links,liberale partij)                            | 3,9              | 5,9              | 3,8              | 5,2              | 4,4              | 4,6              | 2           | 10          | 2           | 9           | 8           | 8           |
| Kystpartiet (Kustpartij)                                   | 1,7              | 0,8              | 0,2              | 0,1              | 0,1              | 0,0              | 1           | 0           | 0           | 0           | 0           | 0           |
| Miljøpartiet De Grønne (Groenen)                           | 0,2              | 0,1              | 0,3              | 2,8              | 3,2              | 3,9              | 0           | 0           | 0           | 1           | 1           | 3           |
| Rødt (Rood)                                                | 1,2              | 1,2              | 1,3              | 1,1              | 2,4              | 4,7              | 0           | 0           | 0           | 0           | 1           | 8           |
| Pasientfokus (One-issuepartij)                             | -                | -                | -                | -                | -                | 0,2              | -           | -           | -           | -           | -           | 1           |
| Totaal                                                     | 100              | 100              | 100              | 100              | 100              | 100              | 165         | 169         | 169         | 169         | 169         | 169         |